# 宝盖镇 (石狮市)
宝盖镇是中国福建省泉州市石狮市下辖的一个镇。位于石狮市中部，区域呈线条状，西北部较平坦，大部分是海滩淤积地，东南部是丘陵台地，有石狮市最高峰宝盖山，镇名来源于此。设镇前境域隶属晋江县石狮镇，1993年9月2日，经福建省民政厅批准，成立宝盖镇，镇政府驻塘边村。

## 行政区划
宝盖镇共辖2个居委会、18个行政村，分别是：
宝源居委会、龙穴社区、坑东村、杆头村、龙穴村、前园村、前坑村、塘后村、塘边村、仑后村、松茂村、后垵村、山雅村、铺锦村、后宅村、郑厝村、苏厝村、塘头村、玉浦村、上浦村、雪上村、宝盖科技工业园。